# Christian Bassila
Pour les articles homonymes, voir Bassila.
Christian Bassila, né le 5 octobre 1977 à Paris, est un footballeur français. Il joue au poste de milieu défensif.

## Biographie

### En club
Bassila marque notamment l'un des plus beaux buts de sa carrière le 2 novembre 2007 à la 12e minute lors du match Energie Cottbus-Schalke 04 pour la 12e journée de Bundesliga.
Le 1er septembre 2008, il paraphe un contrat de deux ans en faveur de l'EA Guingamp. Il porte dès son premier match le brassard de capitaine de l'équipe.

### En équipe nationale
Bien que Bassila ait joué avec l'équipe de France espoir, le sélectionneur du Congo-Brazzaville en 2006, Noël Tosi, intéressé par le profil du joueur, décide de le convier à disputer un match amical. Christian Bassila participe ainsi au match opposant Le Havre AC au Congo le 15 août 2006, 5-2 pour Le Havre AC.
Le 2 septembre 2006, la FIFA met fin à l'expérience en déclarant le joueur non sélectionnable par un autre pays que la France. La réforme des statuts de la FIFA en 2009 lui permet de retrouver la sélection. Il y fait son retour pour un match amical face au Maroc le 12 août 2009.

## Reconversion
Christian Bassila est consultant pour OLTV où il commente les matches de l'Olympique lyonnais au côté de Guillaume Gache. Il a aussi commenté en 2016 les matchs de Premier League sur Canal+Sport.
Il est également entraineur adjoint des U14 de l'Olympique lyonnais où il a une place importante dans l'organigramme du centre de formation depuis l'été 2015.
Il occupe depuis le 1er juillet 2019, le poste de directeur de l'Institut national du football (INF) à Clairefontaine-en-Yvelines.

## Carrière
| Saison             | Club                               | Pays       | Championnat | Championnat | Championnat | Championnat  | Championnat  | Coupe d'Europe | Coupe d'Europe | Coupe d'Europe |
| Saison             | Club                               | Pays       | Division    | Matchs      | Buts        | Cartons      | Cartons      | Type           | Matchs         | Buts           |
| ------------------ | ---------------------------------- | ---------- | ----------- | ----------- | ----------- | ------------ | ------------ | -------------- | -------------- | -------------- |
| Saison             | Club                               | Pays       | Division    | Matchs      | Buts        | Carton jaune | Carton rouge | Type           | Matchs         | Buts           |
| 1996 - 1997        | Olympique lyonnais                 | France     | Division 1  | 1           | -           | ?            | ?            | -              | -              | -              |
| 1997 - 1998        | Olympique lyonnais                 | France     | Division 1  | 21          | 1           | ?            | ?            | C3             | 3              | -              |
| 1998 - 1999        | Olympique lyonnais                 | France     | Division 1  | 22          | 1           | ?            | ?            | C3             | 5              | -              |
| 1999 - 2000        | Stade rennais                      | France     | Division 1  | 23          | 1           | ?            | ?            | -              | -              | -              |
| 2000 - 2000 (déc.) | Stade rennais                      | France     | Division 1  | 1           | -           | ?            | ?            | -              | -              | -              |
| 2000 (déc.) - 2001 | West Ham (Prêté par Stade rennais) | Angleterre | Ligue 1     | 3           | -           | ?            | ?            | -              | -              | -              |
| 2001 - 2002        | RC Strasbourg                      | France     | Division 2  | 32          | 3           | ?            | ?            | C3             | 2              | -              |
| 2002 - 2003        | RC Strasbourg                      | France     | Ligue 1     | 31          | 3           | ?            | ?            | -              | -              | -              |
| 2003 - 2004        | RC Strasbourg                      | France     | Ligue 1     | 34          | 4           | ?            | ?            | -              | -              | -              |
| 2004 - 2005        | RC Strasbourg                      | France     | Ligue 1     | 23          | -           | ?            | ?            | -              | -              | -              |
| 2005 - 2005 (août) | RC Strasbourg                      | France     | Ligue 1     | 1           | -           | ?            | ?            | -              | -              | -              |
| 2005 (août) - 2006 | Sunderland                         | Angleterre | Ligue 1     | 13          | -           | ?            | ?            | -              | -              | -              |
| 2006 - 2007        | AEL Larissa                        | Grèce      | Division 1  | 27          | 2           | ?            | ?            | -              | -              | -              |
| 2007 - 2008        | Energie Cottbus                    | Allemagne  | Bundesliga  | 24          | 3           | 4            | 0            | -              | -              | -              |
| 2008 - 2009        | EA Guingamp                        | France     | Ligue 2     | 31          | 0           | 10           | 0            | -              | -              | -              |
| 2009 - 2010        | EA Guingamp                        | France     | Ligue 2     | 31          | 2           | 6            | 0            | -              | -              | -              |

## Palmarès
- Coupe de France de football :
  - Vainqueur : 2009 (EA Guingamp)

- Coupe de Grèce de football :
  - Vainqueur : 2007 (AEL Larissa)

- Coupe de la Ligue :
  - Vainqueur : 2005 (RC Strasbourg)

- Championnat de France de deuxième division :
  - Vice-champion : 2002 (RC Strasbourg)

- Trophée des champions :
  - Finaliste : 2001 (RC Strasbourg)
  - Finaliste : 2009 (EA Guingamp)